# Az Apple TV+ saját gyártású műsorainak listája
2016-tól az Apple Inc. elkezdte gyártani és terjeszteni a saját gyártású tartalmait. Az első televíziós sorozat amit az Apple adott ki az a Planet of the Apps volt. A második műsoruk a Carpool Karaoke: The Series 2017 őszén jelent meg. Az Apple ezek mellett rövidfilmeket is mutatott be, ilyen a 2019 májusában megjelent Snoopy és Charlie Brown az űrben: Az Apollo 10 titkai, amely az Apple TV+-on jelent meg.
2019. március 25-én az Apple bejelentette a saját streaming-szolgáltatását az Apple TV+-t. A szolgáltatás 2019. november 1-jén jelent meg több mint 100 országban az Apple TV alkalmazáson keresztül.
2020. március 13-án az Apple felfüggesztette az összes forgatást határozatlan időre a COVID-19-járvány miatt. Az Apple 2020 késő nyarán újrakezdte az összes műsor forgatását.

## Saját gyártású műsorok

### Drámák
| Cím                                                         | Műfaj                     | Premier              | Évadok            | Játékidő   | Állapot                        |
| ----------------------------------------------------------- | ------------------------- | -------------------- | ----------------- | ---------- | ------------------------------ |
| For All Mankind (For All Mankind)                           | Alternatív történelem     | 2019. november 1.    | 4 évad, 40 epizód | 42–82 perc | A 4. évad jelenleg is fut      |
| The Morning Show (The Morning Show)                         | Dráma                     | 2019. november 1.    | 3 évad, 30 epizód | 46–66 perc | Berendelték a következő évadot |
| See (See)                                                   | Sci-fi                    | 2019. november 1.    | 3 évad, 24 epizód | 42–62 perc | Befejezve                      |
| Servant (Servant)                                           | Pszichothriller           | 2019. november 28.   | 4 évad, 40 epizód | 24–36 perc | Befejezve                      |
| Truth Be Told (Truth Be Told)                               | Jogi dráma                | 2019. december 6.    | 3 évad, 28 epizód | 39–52 perc | Befejezve                      |
| Elképesztő történetek (Amazing Stories)                     | Sci-fi antalógia          | 2020. március 6.     | 1 évad, 5 epizód  | 47–53 perc | Befejezve                      |
| Home Before Dark (Home Before Dark)                         | Rejtély dráma             | 2020. április 3.     | 2 évad, 20 epizód | 41–57 perc | Befejezve                      |
| Jacob védelmében (Defending Jacob)                          | Jogi dráma                | 2020. április 24.    | 8 epizód          | 45–65 perc | Minisorozat                    |
| Találd meg a hangod (Little Voice)                          | Musical dráma             | 2020. július 10.     | 1 évad, 9 epizód  | 25–34 perc | Befejezve                      |
| A Moszkító-part (The Mosquito Coast)                        | Thriller dráma            | 2021. április 30.    | 2 évad, 17 epizód | 39–57 perc | Befejezve                      |
| Lisey története (Lisey's Story)                             | Romantikus horror         | 2021. június 4.      | 8 epizód          | 46–56 perc | Minisorozat                    |
| Alapítvány (Foundation)                                     | Sci-fi                    | 2021. szeptember 24. | 2 évad, 20 epizód | 45–69 perc | Berendelték a következő évadot |
| Invázió (Invasion)                                          | Sci-fi                    | 2021. október 22.    | 2 évad, 20 epizód | 33-58 perc | Függőben                       |
| Swagger (Swagger)                                           | Sportdráma                | 2021. október 29.    | 2 évad, 18 epizód | 45-62      | Befejezve                      |
| Az agyturkány a szomszédból (The Shrink Next Door)          | Pszichológiai dráma       | 2021. november 12.   | 8 epizód          | 35–49 perc | Minisorozat                    |
| Gyanú (Suspicion)                                           | Politikai thriller        | 2022. február 4.     | 1 évad, 8 epizód  | 44–50 perc | Befejezve                      |
| Különválás (Severance)                                      | Sci-fi thriller           | 2022. február 18.    | 1 évad, 9 epizód  | 40–57 perc | Berendelték a következő évadot |
| Ptolemy Grey utolsó napjai (The Last Days of Ptolemy Grey)  | Dráma                     | 2022. március 11.    | 6 epizód          | 49–57 perc | Minisorozat                    |
| WeCrashed (Wecrashed)                                       | Dráma                     | 2022. március 18.    | 8 epizód          | 48–61 perc | Minisorozat                    |
| Pacsinkó (Pachinko)                                         | Történelmi dráma          | 2022. március 25.    | 1 évad, 8 epizód  | 47–63 perc | Berendelték a következő évadot |
| Utolsó befutók (Slow Horses)                                | Kém thriller              | 2022. április 1.     | 3 évad, 18 epizód | 40–53 perc | Berendelték a következő évadot |
| Üvöltés (Roar)                                              | Feminista dráma antológia | 2022. április 15.    | 1 évad, 8 epizód  | 29–37 perc | Befejezve                      |
| Tündöklő lányok (Shining Girls)                             | Természetfeletti thriller | 2022. április 29.    | 1 évad, 8 epizód  | 41–59 perc | Befejezve                      |
| Az essexi kígyó (The Essex Serpent)                         | Történelmi dráma          | 2022. május 13.      | 6 epizód          | 42–50 perc | Minisorozat                    |
| Fekete madár (Black Bird)                                   | Bűnügyi dráma             | 2022. július 8.      | 6 epizód          | 54–60 perc | Minisorozat                    |
| Felszín (Surface)                                           | Pszichológiai thriller    | 2022. július 29.     | 1 évad, 8 epizód  | 43–53 perc | Berendelték a következő évadot |
| Öt nap a kórházban (Five Days at Memorial)                  | Orvosi dráma              | 2022. augusztus 12.  | 8 epizód          | 39–54 perc | Minisorozat                    |
| Rossz nővérek (Bad Sisters)                                 | Fekete komédia, thriller  | 2022. augusztus 19.  | 1 évad, 10 epizód | 49–55 perc | Berendelték a 2. évadot        |
| Sántárám (Shantaram)                                        | Kaland dráma              | 2022. október 14.    | 1 évad, 12 epizód | 44–60 perc | Befejezve                      |
| Echo 3 (Echo 3)                                             | Akció thriller            | 2022. november 23.   | 1 évad, 10 epizód | 42-61 perc | Függőben                       |
| Kedves Edward (Dear Edward)                                 | Dráma                     | 2023. február 3.     | 1 évad, 10 epizód | 45–54 perc | Befejezve                      |
| Helló, holnap! (Hello Tomorrow!)                            | Sci-fi, vígjáték, dráma   | 2023. február 17.    | 1 évad, 10 epizód | 31–33 perc | Függőben                       |
| Extrapolációk (Extrapolations)                              | Dráma, antológia          | 2023. március 17.    | 1 évad, 8 epizód  | 45–58 perc | Minisorozat                    |
| Az utolsó szavai (The Last Thing He Told Me)                | Thriller                  | 2023. április 14.    | 7 epizód          | 39–45 perc | Minisorozat                    |
| A siló (Silo)                                               | Sci-fi                    | 2023. május 5.       | 1 évad, 10 epizód | 43–62 perc | Berendelték a 2. évadot        |
| Ég a város (City on Fire)                                   | Bűnügyi, dráma            | 2023. május 12.      | 1 évad, 8 epizód  | 46–58 perc | Befejezve                      |
| A zsúfolt szoba (The Crowded Room)                          | Pszichothriller           | 2023. június 9.      | 10 epizód         | 38–56 perc | Minisorozat                    |
| Az eltérített járat (Hijack)                                | Thriller                  | 2023. június 28.     | 7 epizód          | 44–52 perc | Minisorozat                    |
| Bölcsőrablók (The Changeling)                               | Horror, fantasy           | 2023. szeptember 8.  | 1 évad, 8 epizód  | 29–52 perc | Függőben                       |
| Minden kémia (Lessons in Chemistry)                         | Történelmi dráma          | 2023. október 13.    | 8 epizód          | 41–50 perc | Minisorozat                    |
| The Buccaneers (The Buccaneers)                             | Történelmi dráma          | 2023. november 8.    | 1 évad, 8 epizód  | 49–55 perc | Berendelték a következő évadot |
| Monarch: A szörnyek hagyatéka (Monarch: Legacy of Monsters) | Akció, kaland             | 2023. november 17.   | 1 évad, 10 epizód | 41–50 min  | Függőben                       |

### Vígjátékok
| Cím                                                | Műfaj                     | Premier              | Évadok            | Játékidő   | Állapot                        |
| -------------------------------------------------- | ------------------------- | -------------------- | ----------------- | ---------- | ------------------------------ |
| Dickinson (Dickinson)                              | Történelmi vígjáték       | 2019. november 1.    | 3 évad, 30 epizód | 25–34 perc | Befejezve                      |
| Little America (Little America)                    | Vígjáték-dráma antalógia  | 2020. január 17.     | 2 évad, 16 epizód | 29–36 perc | Befejezve                      |
| Mythic Quest (Mythic Quest)                        | Szitkom                   | 2020. február 7.     | 4 évad, 40 epizód | 24–37 perc | Befejezve                      |
| Próbálkozások (Trying)                             | Vígjáték                  | 2020. május 1.       | 4 évad, 32 epizód | 26–30 perc | Berendelték az 5. évadot       |
| Ted Lasso (Ted Lasso)                              | Vígjáték                  | 2020. augusztus 14.  | 3 évad, 34 epizód | 29–75 perc | Berendelték a 4. évadot        |
| Physical (Physical)                                | Vígjáték-dráma            | 2021. június 18.     | 3 évad, 30 epizód | 27–34 perc | Befejezve                      |
| Schmigadoon! (Schmigadoon!)                        | Musical vígjáték          | 2021. július 16.     | 2 évad, 12 epizód | 25–34 perc | Befejezve                      |
| Mr. Corman (Mr. Corman)                            | Vígjáték-dráma            | 2021. augusztus 6.   | 1 évad, 10 epizód | 23–34 perc | Befejezve                      |
| Acapulco (Acapulco)                                | Vígjáték                  | 2021. október 8.     | 3 évad, 30 epizód | 26-36 perc | Berendelték a 4. évadot.       |
| Az afterparti (The Afterparty)                     | Bűnügyi vígjáték          | 2022. január 28.     | 2 évad, 18 epizód | 31–48 perc | Befejezve                      |
| Lóvé (Loot)                                        | Vígjáték                  | 2022. június 24.     | 2 évad, 20 epizód | 23–33 perc | Berendelték a 3. évadot        |
| Direkt terápia (Shrinking)                         | Vígjáték, dráma           | 2023. január 27.     | 2 évad, 22 epizód | 28–37 perc | Berendelték a 3. évadot        |
| A nagy sorshúzás (The Big Door Prize)              | Vígjáték                  | 2023. március 29.    | 2 évad, 20 epizód | 29–35 perc | Befejezve                      |
| Sivatagi rejtélyek (High Desert)                   | Vígjáték                  | 2023. május 17.      | 1 évad, 8 epizód  | 25–37 perc | Befejezve                      |
| Szigorúan barátság (Platonic)                      | Vígjáték                  | 2023. május 24.      | 1 évad, 10 epizód | 27–32 perc | Berendelték a következő évadot |
| Ébren (Still Up)                                   | Vígjáték                  | 2023. szeptember 22. | 1 évad, 8 epizód  | 25–28 perc | Befejezve                      |
| (The Completely Made-Up Adventures of Dick Turpin) | Történelmi kalandvígjáték | 2024. március 1.     | 1 évad, 6 epizód  | 31–33 perc | Befejezve                      |
| (Palm Royale)                                      | Vígjáték                  | 2024. március 20.    | 1 évad, 10 epizód | 44–51 perc | Berendelték a második évadot   |
| (Land of Women)                                    | Vígjátékdráma             | 2024. június 26.     | 1 évad, 6 epizód  | 42–45 perc | Függőben                       |
| (Sunny)                                            | Sötét humorú vígjáték     | 2024. július 10.     | 1 évad, 10 epizód | 29–36 perc | Befejezve                      |
| Időbanditák (Time Bandits)                         | Fantázia kalandvígjáték   | 2024. július 24.     | 1 évad, 10 epizód | 35–46 perc | Befejezve                      |
| Carl Hiaasen: Rossz majom (Bad Monkey)             | Bűnügyi vígjáték          | 2024. augusztus 14.  | 1 évad, 10 epizód | 45–56 perc | Berendelték a második évadot   |
| (Side Quest)                                       | Vígjáték antológia        | 2025. március 26.    | 1 évad, 4 epizód  | 28–34 perc | Befejezve                      |
| (The Studio)                                       | Vígjáték                  | 2025. március 26.    | 1 évad, 10 epizód | 25–44 perc | Berendelték a második évadot   |
| (Government Cheese)                                | Vígjátékdráma             | 2025. április 16.    | 1 évad, 10 epizód | 25–42 perc | Függőben                       |
| (Murderbot)                                        | Scifi akcióvígjáték       | 2025. május 16.      | 1 évad, 10 epizód | 24–29 perc | Berendelték a második évadot   |
| Stick (Stick)                                      | Sport vígjáték            | 2025. június 4.      | 1 évad, 10 epizód | 29–45 perc | Futó                           |

### Családi
| Cím                                                             | Műfaj                                      | Premier             | Évadok            | Játékidő   | Állapot                 |
| --------------------------------------------------------------- | ------------------------------------------ | ------------------- | ----------------- | ---------- | ----------------------- |
| Szellemíró (Ghostwriter)                                        | családi, rejtély                           | 2019. november 1.   | 3 évad, 39 epizód | 22–31 perc | Befejezve               |
| Helpsters (Helpsters)                                           | edukációs, bábjáték                        | 2019. november 1.   | 3 évad, 40 epizód | 22–31 perc | Függőben                |
| Fraggle Rock: Zúzz tovább! (Fraggle Rock: Rock On!)             | bábjáték                                   | 2020. április 21.   | 1 évad, 6 epizód  | 5–8 perc   | Befejezve               |
| A Helpsterek segítenek neked (Helpsters Help You)               | edukációs/bábjáték                         | 2020. április 24.   | 6 epizód          | 1–3 perc   | Minisorozat             |
| Kutyuskuckó (Puppy Place)                                       | családi, kaland                            | 2021. október 15.   | 2 évad, 16 epizód | 19–26 perc | Függőben                |
| Hello, Jack! The Kindness Show (Hello, Jack! The Kindness Show) | családi, edukációs                         | 2021. november 5.   | 2 évad, 16 epizód | 21–22 perc | Befejezve               |
| Fraggle Rock: Újra zúznak (Fraggle Rock: Back to the Rock)      | családi, bábjáték                          | 2022. január 21.    | 1 évad, 14 epizód | 25–29 perc | Berendelték a 2. évadot |
| Lovely Little Farm (Lovely Little Farm)                         | élőszereplős, animációs, családi, vígjáték | 2022. június 10.    | 2 évad, 14 epizód | 21–27 perc | Függőben                |
| Jobb lábon előre (Best Foot Forward)                            | családi, vígjáték                          | 2022. július 22.    | 1 évad, 10 epizód | 21–26 perc | Befejezve               |
| Amber Brown (Amber Brown)                                       | családi, vígjáték                          | 2022. július 29.    | 1 évad, 10 epizód | 21–26 perc | Befejezve               |
| Surfside-i lányok (Surfside Girls)                              | családi, rejtély, dráma                    | 2022. augusztus 19. | 1 évad, 10 epizód | 22–25 perc | Befejezve               |
| Ella élete (Life by Ella)                                       | családi, dráma                             | 2022. szeptember 2. | 1 évad, 10 epizód | 21–27 perc | Befejezve               |
| Slumberkins: Bújós pajtások (Slumberkins)                       | családi, bábjáték                          | 2022. november 4.   | 1 évad, 8 epizód  | 21–22 perc | Befejezve               |
| Futurisztikus kalandok (Circuit Breakers)                       | scifi, antológia                           | 2022. november 11.  | 1 évad, 7 epizód  | 21–31 perc | Befejezve               |
| Jane (Jane)                                                     | Élő szereplős, animációs, családi, dráma   | 2023. április 14.   | 1 évad, 10 epizód | 22–26 perc | Befejezve               |

### Animációk

#### Felnőtt animációk
| Cím                             | Műfaj                   | Premier            | Évadok            | Játékidő   | Állapot  |
| ------------------------------- | ----------------------- | ------------------ | ----------------- | ---------- | -------- |
| Central Park (Central Park)     | Animált szitkom/Musical | 2020. május 29.    | 3 évad, 39 epizód | 21–31 perc | Függőben |
| Strange Planet (Strange Planet) | Sci-fi, vígjáték        | 2023. augusztus 9. | 1 évad, 10 epizód | 19–25 perc | Függőben |

#### Család és gyerek
| Cím                                                                | Műfaj     | Premier              | Évadok            | Játékidő   | Állapot     |
| ------------------------------------------------------------------ | --------- | -------------------- | ----------------- | ---------- | ----------- |
| Snoopy az űrben (Snoopy in Space)                                  | kaland    | 2019. november 1.    | 2 évad, 24 epizód | 8 perc     | Befejezve   |
| Kíváncsi Doug (Doug Unplugs)                                       | kaland    | 2020. november 13.   | 2 évad, 26 epizód | 23 perc    | Befejezve   |
| Víztükre (Stillwater)                                              | vígjáték  | 2020. december 4.    | 3 évad, 30 epizód | 23–25 perc | Függőben    |
| A Snoopy-show (The Snoopy Show)                                    | vígjáték  | 2021. február 5.     | 3 évad, 38 epizód | 22 perc    | Függőben    |
| Farkassrác és a Mindenséggyár (Wolfboy and the Everything Factory) | animáció  | 2021. szeptember 24. | 2 évad, 20 epizód | 24–27 perc | Befejezve   |
| Get Rolling with Otis (Get Rolling with Otis)                      | kaland    | 2021. október 8.     | 2 évad, 18 epizód | 23 perc    | Befejezve   |
| Harriet, a kém (Harriet the Spy)                                   | misztikus | 2021. november 19.   | 2 évad, 20 epizód | 23–24 perc | Függőben    |
| El Siketino (El Deafo)                                             | családi   | 2022. január 7.      | 3 epizód          | 24–28 perc | Minisorozat |
| Pretzel and the Puppies (Pretzel and the Puppies)                  | animáció  | 2022. február 11.    | 2 évad, 18 epizód | 23 perc    | Függőben    |
| Pinecone és Pony (Pinecone & Pony)                                 | kaland    | 2022. április 8.     | 2 évad, 16 epizód | 23 perc    | Függőben    |
| Kacsa és Liba (Duck & Goose)                                       | edukációs | 2022. július 8.      | 2 évad, 17 epizód | 23 perc    | Függőben    |
| Sago Mini Friends (Sago Mini Friends)                              | edukációs | 2022. szeptember 16. | 1 évad, 13 epizód | 23 perc    | Függőben    |
| A közbekotyogó kiscsibe (Interrupting Chicken)                     | edukációs | 2022. november 18.   | 2 évad, 17 epizód | 23-26 perc | Függőben    |
| A Forma-sziget (Shape Island)                                      | edukációs | 2023. január 20.     | 1 évad, 8 epizód  | 22–24 perc | Függőben    |
| Eva the Owlet (Eva the Owlet)                                      | Kaland    | 2023. március 31.    | 1 évad, 8 epizód  | 23 perc    | Függőben    |
| Frog and Toad (Frog and Toad)                                      | Fantasy   | 2023. április 28.    | 1 évad, 9 epizód  | 22–24 perc | Függőben    |
| Átkozottak (Curses!)                                               | Kaland    | 2023. október 27.    | 1 évad, 10 epizód | 23 perc    | Függőben    |

### Dokumentumsorozatok
| Cím                                                                                               | Műfaj                     | Premier              | Évadok             | Játékidő    | Állapot                 |
| ------------------------------------------------------------------------------------------------- | ------------------------- | -------------------- | ------------------ | ----------- | ----------------------- |
| Visible: Out on Television (Visible: Out on Television)                                           | Dokumentumsorozat         | 2020. február 14.    | 5 epizód           | 50–72 perc  | Minisorozat             |
| A világ rendhagyó álomotthonai (Home)                                                             | Dokumentumsorozat         | 2020. április 17.    | 2 évad, 19 epizód  | 27–39 perc  | Befejezve               |
| Kedves... (Dear...)                                                                               | Dokumentumsorozat         | 2020. június 5.      | 2 évad, 20 epizód  | 23–38 perc  | Függőben                |
| A nagyszerűség pillanatai (Greatness Code)                                                        | Dokumentumsorozat         | 2020. július 10.     | 2 évad, 13 epizód  | 5–11 perc   | Befejezve               |
| Hosszú motorozás felfelé (Long Way Up)                                                            | Utazós műsor              | 2020. szeptember 18. | 11 epizód          | 43–52 perc  | Minisorozat             |
| Apró világ (Tiny World)                                                                           | Természetfilm-sorozata    | 2020. október 2.     | 2 évad, 12 epizód  | 25–32 perc  | Befejezve               |
| Így lettél önmagad (Becoming You)                                                                 | Dokumentumsorozat         | 2020. november 13.   | 1 évad, 6 epizód   | 39–43 perc  | Befejezve               |
| Földünk éjjel színesben (Earth at Night in Color)                                                 | Természetfilm-sorozata    | 2020. december 4.    | 2 évad, 12 epizód  | 27–29 perc  | Befejezve               |
| 1971: Az év, amikor a zene mindent megváltoztatott (1971: The Year That Music Changed Everything) | Dokumentumsorozat         | 2021. május 21.      | 8 epizód           | 42–49 perc  | Minisorozat             |
| A láthatatlan énem (The Me You Can’t See)                                                         | Dokumentumsorozat         | 2021. május 21.      | 1 évad, 6 epizód   | 46–91 perc  | Befejezve               |
| A hangok nyomában Mark Ronsonnal (Watch the Sound with Mark Ronson)                               | Dokumentumsorozat         | 2021. július 30.     | 1 évad, 6 epizód   | 33–36 perc  | Befejezve               |
| A határvonal (The Line)                                                                           | True crime                | 2021. november 19.   | 4 epizód           | 53–58 perc  | Minisorozat             |
| Lincoln dilemmája (Lincoln's Dilemma)                                                             | életrajzi, dokusorozat    | 2022. február 18.    | 4 epizód           | 52–58 perc  | Minisorozat             |
| Hosszú játszma: Több mint kosárlabda (The Long Game: Bigger Than Basketball)                      | sport, dokusorozat        | 2022. április 22.    | 1 évad, 5 epizód   | 48–53 perc  | Befejezve               |
| Magic, így hívnak (They Call Me Magic)                                                            | sport, dokusorozat        | 2022. április 22.    | 1 season, 4 epizód | 56–61 perc  | Befejezve               |
| Sikerek és kudarcok hullámain (Make or Break)                                                     | sport, dokusorozat        | 2022. április 29.    | 2 évad, 15 epizód  | 33–49 perc  | Függőben                |
| A nagy szélhámos (The Big Conn)                                                                   | True crime                | 2022. május 6.       | 4 epizód           | 54–59 perc  | Minisorozat             |
| Prehisztorikus bolygó (Prehistoric Planet)                                                        | természetfilm, történelmi | 2022. május 23.      | 2 évad, 10 epizód  | 39–42 perc  | Függőben                |
| Hőseink (Gutsy)                                                                                   | dokusorozat               | 2022. szeptember 9.  | 1 évad, 8 epizód   | 38–42 perc  | Befejezve               |
| Szuperliga: Fociháború (Super League: The War for Football)                                       | sport, dokusorozat        | 2023. január 13.     | 4 epizód           | 53–59 perc  | Minisorozat             |
| Eugene Levy, a kedvetlen utazó (The Reluctant Traveler)                                           | utazás                    | 2023. február 24.    | 1 season, 8 epizód | 33–38 perc  | Berendelték a 2. évadot |
| Real Madrid: A végsőkig (Real Madrid: Until the End)                                              | sport, dokusorozat        | 2023. március 10.    | 3 epizód           | 47–60 perc  | Minisorozat             |
| Monster Factory (Monster Factory)                                                                 | sport, dokusorozat        | 2023. március 17.    | 6 epizód           | 29–36 perc  | Minisorozat             |
| Boom! Boom! A világ Boris Becker ellen (Boom! Boom! The World Vs Boris Becker)                    | sport/true crime          | 2023. április 7.     | 2 epizód           | 67–113 perc | Minisorozat             |
| Óriások az állatvilágból (Big Beasts)                                                             | természetfilm             | 2023. április 21.    | 1 évad, 10 epizód  | 28–29 perc  | Függőben                |
| Körözés alatt: Carlos Ghosn szökése (Wanted: The Escape of Carlos Ghosn)                          | true crime                | 2023. augusztus 25.  | 4 epizód           | 44–51 perc  | Minisorozat             |
| Szupermodellek (The Super Models)                                                                 | divat                     | 2023. szeptember 20. | 4 epizód           | 48–55 perc  | Minisorozat             |
| Messi Meets America (Messi Meets America)                                                         | sport                     | 2023. október 11.    | 1 évad, 6 epizód   | 33–39 perc  | Függőben                |
| The Enfield Poltergeist (The Enfield Poltergeist)                                                 | természetfeletti          | 2023. október 27.    | 4 epizód           | 53–62 perc  | Minisorozat             |
| John Lennon: Murder Without a Trial (John Lennon: Murder Without a Trial)                         | true crime                | 2023. december 6.    | 3 epizód           | 36–40 perc  | Minisorozat             |

### Varietéműsorok
| Cím                                                      | Műfaj             | Premier              | Évadok            | Játékidő   | Állapot   |
| -------------------------------------------------------- | ----------------- | -------------------- | ----------------- | ---------- | --------- |
| Oprah's Book Club (Oprah's Book Club)                    | Könyvklub         | 2019. november 1.    | 1 évad, 14 epizód | 8–66 perc  | Befejezve |
| Oprah Talks COVID-19 (Oprah Talks COVID-19)              | Interjú           | 2020. március 21.    | 1 évad, 13 epizód | 15–45 perc | Befejezve |
| The Oprah Conversation (The Oprah Conversation)          | Beszélgetős műsor | 2020. július 30.     | 1 évad, 15 epizód | 32–79 perc | Befejezve |
| A probléma Jon Stewarttal (The Problem with Jon Stewart) | Beszélgetős műsor | 2021. szeptember 30. | 2 évad, 20 epizód | 60 perc    | Függőben  |

### Koprodukciók
| Cím                             | Műfaj        | Társ/ország                  | Premier              | Évadok            | Játékidő   | Nyelv                 | Állapot                 |
| ------------------------------- | ------------ | ---------------------------- | -------------------- | ----------------- | ---------- | --------------------- | ----------------------- |
| Teherán (Tehran)                | Kém thriller | Kan 11/Izrael                | 2020. szeptember 25. | 2 évad, 16 epizód | 37–51 perc | Héber                 | Berendelték a 3. évadot |
| Alice elvesztése (Losing Alice) | Thriller     | Hot/Izrael                   | 2021. január 22.     | 1 évad, 8 epizód  | 42–55 perc | Héber                 | Befejezve               |
| Hívások (Calls)                 | Thriller     | Canal+/Franciaország         | 2021. március 19.    | 1 évad, 9 epizód  | 13–20 perc | Angol                 | Befejezve               |
| Mennyei cseppek (Drops of God)  | Dráma        | France Television/Hulu Japan | 2023. április 21.    | 1 évad, 8 epizód  | 49–58 perc | Angol, francia, japán | Függőben                |

## Saját gyártású filmek

### Játékfilmek
| Cím                                                                 | Műfaj                     | Premier              | Játékidő       |
| ------------------------------------------------------------------- | ------------------------- | -------------------- | -------------- |
| Hala (Hala)                                                         | Dráma                     | 2019. december 1.    | 1 óra 33 perc  |
| A pénzember (The Banker)                                            | Dráma                     | 2020. március 20.    | 2 óra          |
| A Greyhound csatahajó (Greyhound)                                   | Háborús dráma             | 2020. július 10.     | 1 óra 31 perc  |
| Felkeverve (On the Rocks)                                           | Vígjáték-dráma            | 2020. október 23.    | 1 óra 36 perc  |
| Wolfwalkers (Wolfwalkers)                                           | Animáció                  | 2020. december 11.   | 1 óra 42 perc  |
| Palmer (Palmer)                                                     | Dráma                     | 2021. január 29.     | 1 óra 50 perc  |
| Cherry: Az elveszett ártatlanság (Cherry)                           | Bűnügyi dráma             | 2021. március 12.    | 2 óra 20 perc  |
| CODA (CODA)                                                         | Dráma                     | 2021. augusztus 13.  | 1 óra 51 perc  |
| Máshonnan jöttek (Come from Away)                                   | Musical                   | 2021. szeptember 10. | 1 óra 46 perc  |
| Finch (Finch)                                                       | Sci-fi                    | 2021. november 5.    | 1 óra, 55 perc |
| Hattyúdal (Swan Song)                                               | Dráma                     | 2021. december 17.   | 1 óra 51 perc  |
| Macbeth tragédiája (The Tragedy of Macbeth)                         | Történelmi thriller       | 2022. január 14.     | 1 óra 45 perc  |
| Az ég a földig ér (The Sky Is Everywhere)                           | Dráma, felnőtté válás     | 2022. február 11.    | 1 óra 43 perc  |
| Felnőttem, csacsacsa (Cha Cha Real Smooth)                          | Dráma, vígjáték           | 2022. június 17.     | 1 óra 47 perc  |
| Szerencse (Luck)                                                    | Animáció, fantasy         | 2022. augusztus 5.   | 1 óra 45 perc  |
| Minden idők legelképesztőbb sörfuvarja (The Greatest Beer Run Ever) | Dráma                     | 2022. szeptember 30. | 2 óra 6 perc   |
| Raymond & Ray (Raymond & Ray)                                       | Vígjáték, dráma           | 2022. október 21.    | 1 óra 40 perc  |
| A kiút (Causeway)                                                   | Dráma                     | 2022. november 4.    | 1 óra 32 perc  |
| A karácsony szellemében (Spirited)                                  | Vígjáték, musical         | 2022. november 18.   | 2 óra 7 perc   |
| Emancipáció (Emancipation)                                          | Történelmi thriller       | 2022. december 9.    | 2 óra 12 perc  |
| Simlis (Sharper)                                                    | Pszichothriller           | 2023. február 17.    | 1 óra 56 perc  |
| Tetris (Tetris)                                                     | Életrajzi dráma           | 2023. március 31.    | 1 óra 58 perc  |
| Ghosted (Ghosted)                                                   | Romantikus, akció, kaland | 2023. április 21.    | 1 óra 56 perc  |
| A Beanie-buborék (The Beanie Bubble)                                | Vígjáték, dráma           | 2023. július 21.     | 1 óra 50 perc  |
| Flora és fia (Flora and Son)                                        | Musical, dráma            | 2023. szeptember 22. | 1 óra 34 perc  |
| Megfojtott virágok (Killers of the Flower Moon)                     | Westernfilm, dráma        | 2023. október 20.    | 3 óra 26 perc  |
| Körmök (Fingernails)                                                | Sci-fi, romantikus        | 2023. október 27.    | 1 óra 53 perc  |
| Napóleon (Napoleon)                                                 | Történelmi filmdráma      | 2023. november 22.   | 2 óra 38 perc  |
| Családi kiruccanás (The Family Plan)                                | Vígjáték, akció           | 2023. december 15.   | 1 óra 58 perc  |

### Dokumentumfilmek
| Cím                                                                                 | Műfaj                  | Premier             | Játékidő      |
| ----------------------------------------------------------------------------------- | ---------------------- | ------------------- | ------------- |
| Az elefántkirálynő (The Elephant Queen)                                             | Természetfilm-sorozata | 2019. november 1.   | 1 óra 36 perc |
| Beastie Boys Story (Beastie Boys Story)                                             | Dokumentumfilm         | 2020. április 24.   | 2 óra         |
| Apák (Dads)                                                                         | Dokumentumfilm         | 2020. június 19.    | 1 óra 21 perc |
| Boys State (Boys State)                                                             | Dokumentumfilm         | 2020. augusztus 14. | 1 óra 49 perc |
| Bruce Springsteen's Letter to You (Bruce Springsteen's Letter to You)               | Dokumentumfilm         | 2020. október 22.   | 1 óra 30 perc |
| Tűzgolyók: Látogatók a sötétből (Fireball: Visitors from Darker Worlds)             | Dokumentumfilm         | 2020. november 13.  | 1 óra 37 perc |
| Billie Eilish: Kicsit homályos a világ (Billie Eilish: The World’s A Little Blurry) | Dokumentumfilm         | 2021. február 26.   | 2 óra 20 perc |
| Az év, amikor a Föld megváltozott (The Year Earth Changed)                          | Természetfilm-sorozata | 2021. április 16.   | 48 perc       |
| Mélység (Fathom)                                                                    | Természetfilm-sorozata | 2021. június 25.    | 1 óra 26 perc |
| Ki vagy te, Charlie Brown? (Who Are You, Charlie Brown?)                            | Dokumentumfilm         | 2021. június 25.    | 54 perc       |
| Szept. 11.: Az elnök háborús szobájában (9/11: Inside the President's War Room)     | Dokumentumfilm         | 2021. szeptember 1. | 1 óra 30 perc |
| Közelgő                                                                             |                        |                     |               |
| The Velvet Underground (The Velvet Underground)                                     | Dokumentumfilm         | 2021. október 15.   | 2 óra         |
| The Fight Before Christmas                                                          | Dokumentumfilm         | 2021. november 26.  | n. a.         |

### Különkiadások
| Cím                                                                                        | Műfaj              | Premier           | Játékidő |
| ------------------------------------------------------------------------------------------ | ------------------ | ----------------- | -------- |
| Itt vagyunk: Jegyzetek az életről a Földön (Here We Are: Notes for Living on Planet Earth) | Rövid animáció     | 2020. április 17. | 36 perc  |
| Mariah Carey varázslatos karácsonyi műsora (Mariah Carey's Magical Christmas Special)      | Ünnepi különkiadás | 2020. december 4. | 43 perc  |
| Pírlepte (Blush)                                                                           | Rövid animáció     | 2021. október 1.  | 10 perc  |

## Megjegyzés
1. ↑  Megjelenési dátuma a mozikban, az Apple TV+-os megjelenési dátuma 2023. július 28.
2. ↑  Megjelenési dátuma a mozikban, az Apple TV+-os megjelenési dátuma 2023. szeptember 29.
3. ↑  Megjelenési dátuma a mozikban, az Apple TV+-os megjelenési dátuma ismeretlen
4. ↑  Megjelenési dátuma a mozikban, az Apple TV+-os megjelenési dátuma 2023. november 3.
5. ↑  Megjelenési dátuma a mozikban, az Apple TV+-os megjelenési dátuma ismeretlen